# 2446 Луначарський
2446 Луначарський (2446 Lunacharsky) — астероїд головного поясу, відкритий 14 жовтня 1971 року.
Тіссеранів параметр щодо Юпітера — 3,534.